# George Charles Beresford

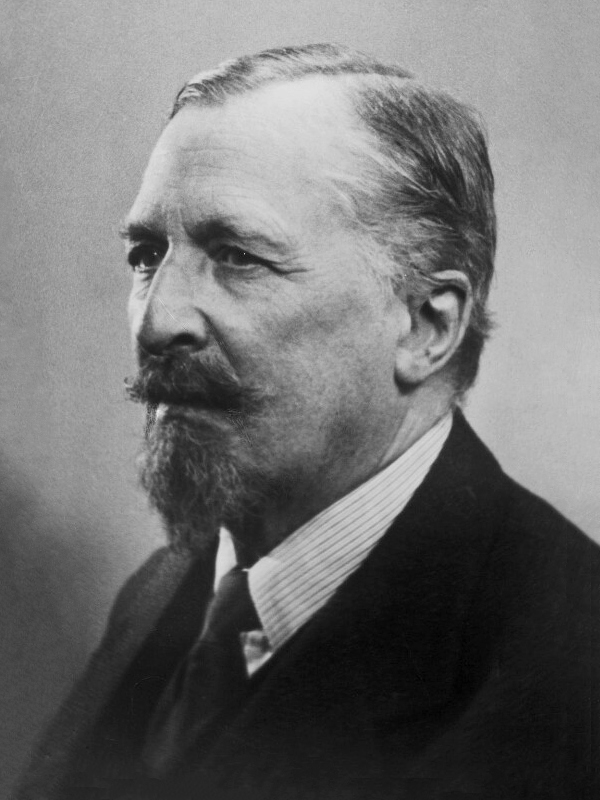
George Charles Beresford: Selbstporträt, 1934/1935

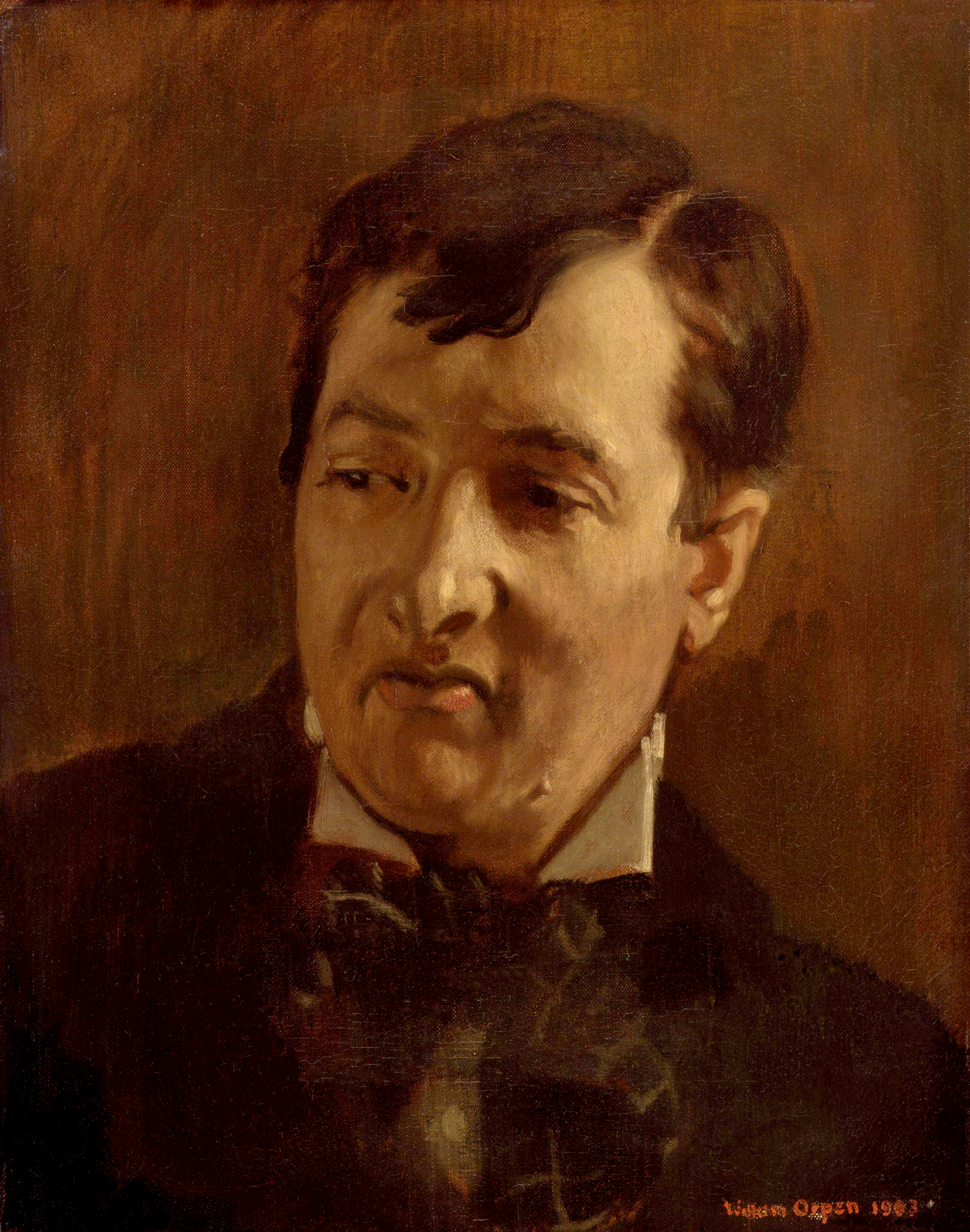
Sir William Orpen: George Charles Beresford, 1903

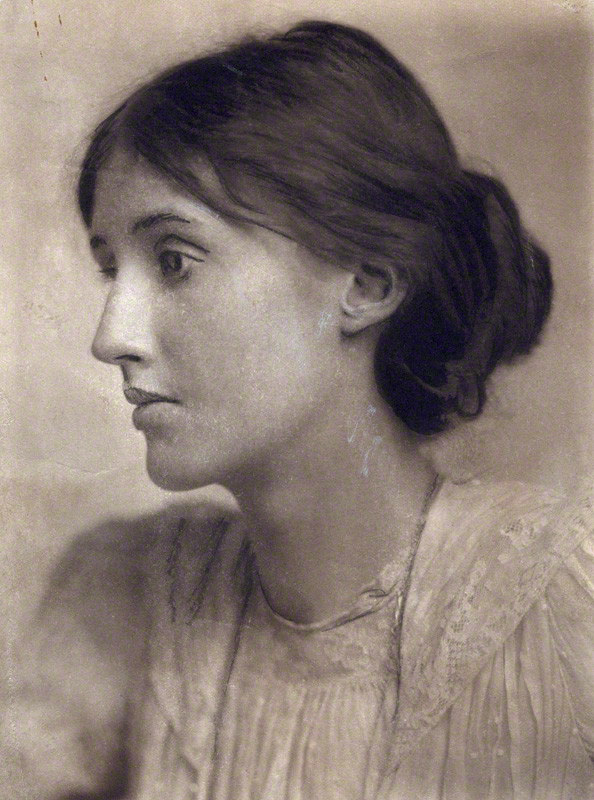
George Charles Beresford: Porträt der Virginia Woolf, 1902

George Charles Beresford (* 10. Juli 1864 in Drumlease, Dromahair, County Leitrim, Irland; † 21. Februar 1938 in Brighton) war ein irischer viktorianischer Studiofotograf.

## Leben
Beresford war der Sohn von Henry Marcus Beresford (1835–1895) und Julia Ellen Maunsell (?–1923) und das dritte von fünf Kindern.
Ab 1877 besuchte er das United Services College, eine Privatschule für Militärangehörige, in der Kleinstadt Westward Ho! in Devon. Nach Collegeabschluss und Studium ging er 1882 als ziviler Ingenieur nach Indien. Nach vier Jahren erkrankte er an Malaria und kehrte nach England zurück, um Kunst zu studieren. Seine Werke wurden an der Royal Academy of Arts in London ausgestellt.
Zwischen 1902 und 1932 arbeitete Beresford in seinem Fotostudio im Londoner Stadtteil Knightsbridge in 20 Yeoman's Row, Brompton Road. Hier schuf er im Platindruckverfahren Fotoporträts von berühmten Schriftstellern, Künstlern und Politikern. Seine Fotos wurden in Publikationen wie The World's Work, The Sketch, The Tatler and The Illustrated London News veröffentlicht. Während des Ersten Weltkriegs spendete er große Summen für das Rote Kreuz. Später handelte er erfolgreich mit Antiquitäten. Im Jahr 1943 erwarb die National Portrait Gallery von seinem Sekretär einige seiner Negative und Drucke.
Beresford war ein enger Freund der Maler Augustus John und William Orpen – sie schufen gegenseitig einige Porträts voneinander. Sein Schulfreund Rudyard Kipling formte die Figur des M'Turk in Stalky & Co. (1899) nach Beresford, dessen Autobiografie Schooldays with Kipling 1936 erschien.

## Familie
Major Henry Marcus Beresford (2. März 1835 – 5. Februar 1895) und Julia Ellen Maunsell († 13. Oktober 1923) heirateten am 10. April 1861. Ihre Kinder waren:
- 1 Lt.-Col. Kennedy Beresford (25. Januar 1862 – 25. April 1943) x Grace Des Barres – 1 Gervais De La Poer Beresford, 2 Sybil Beresford
- 2 Marcus Francis Beresford (26. Dezember 1862 – 14. Dezember 1896) x Fanny Catherine Wingfield
- 3 George Charles Beresford (10. Juli 1864 – 21. Februar 1938)
- 4 Henry Lowry Lambert Beresford (November 1869 – 25. September 1932)
- 5 Eva Emily Beresford († 18. Februar 1960) x Anthony Fritz Maude[4][5]